# Fellype Gabriel
Fellype Gabriel (Rio de Janeiro, 6 december 1985) is een Braziliaans voetballer.

## Clubcarrière
Fellype Gabriel speelde tussen 2005 en 2011 voor Flamengo, Cruzeiro, Nacional, Portuguesa en Kashima Antlers. Hij tekende in 2012 bij Botafogo.